# اگیا ایرینی، نیکوزیا
اگیا ایرینی، نیکوزیا (به لاتین: Agia Eirini, Nicosia) یک منطقهٔ مسکونی در قبرس است که در ناحیه نیکوزیا واقع شده‌است.